# Devota profesion
Dévote profession
L'eau-forte Devota profesion (en français Dévote profession) est une gravure de la série Los caprichos du peintre espagnol Francisco de Goya. Elle porte le numéro 70 dans la série des 80 gravures. Elle a été publiée en 1799.

## Interprétations de la gravure
Il existe divers manuscrits contemporains qui expliquent les planches des Caprichos. Celui qui se trouve au Musée du Prado est considéré comme un autographe de Goya, mais semble plutôt chercher à dissimuler et à trouver un sens moralisateur qui masque le sens plus risqué pour l'auteur. Deux autres, celui qui appartient à Ayala et celui qui se trouve à la Bibliothèque nationale, soulignent la signification plus décapante des planches.
- Explication de cette gravure dans le manuscrit du Musée du Prado :
¿Juras obedecer y respetar a tus maestras y superiores, barrer desvanes, hilar estopa, tocar sonajas, aullar, chillar, volar, quisar, untar, cocer, soplar, freir, cada y cuando se te mande?. Pues, hija, ya eres bruja. Sea en hora buena.
(Est-ce que tu jures d'obéir et respecter tes maîtresses et supérieures, balayer les greniers, filer l'étoupe, jouer du tambourin, hurler, crier, voler, cuisiner, oindre, cuire, frire, chaque fois et quand on te le demande? Car fille, tu étais déjà sorcière. Soit la bienvenue[3].

- Manuscrit de Ayala :
Eclesiásticos hay que, saliendo de la nada, subieron a las más altas dignidades atenazando[4] los libros santos.
(Il y a des ecclésiastiques qui sortis de rien, ont atteint les plus hautes dignités en torturant les livres saints)[3].

- Manuscrit de la Bibliothèque nationale :
Dos hombres cualquiera, salidos de la nada, son levantados en alto por la lascivia y la ignorancia, y llegarán a ser mitrados atenazando los libros sagrados. (Las Bulas[5].).
(Deux hommes quelconques, sortis de rien, sont en train de s'élever grâce à la lascivité et l'ignorance, et ils arriveront à recevoir la mitre en torturant les livres saints. (Les Bulles))[3].

Sur les épaules de la luxure, l'apprentie sorcière jure obéissance aux livres sacrés présentés au moyen de tenailles par ses maîtres mitrés et aux oreilles d'âne. Les deux têtes qui sortent de terre, représentent l'ignorance et la lascivité. Dans les second et troisième dessins préparatoires ces têtes étaient remplacées par des crânes. La scène dans le second dessin est l'image en miroir des scènes du troisième dessin et de l'estampe.

## Technique de la gravure
L'estampe mesure 206 × 165 mm sur une feuille de papier de 306 × 201 mm.
Goya a utilisé l'eau-forte, l'aquatinte et la pointe sèche. 
Le premier dessin préparatoire, qui provient de l'Album B, est intitulé : « Devota profesion » (voir lien ci-dessous au Musée du Prado). Ce dessin préparatoire est l'eau-forte, l'aquatinte et la pointe sèche. Dans l'angle supérieur droit, au crayon : « 70 ». Le dessin préparatoire mesure 208 × 167 mm.
Le second dessin préparatoire est intitulé : « Sueño De Brujas ». C'est un dessin à la plume et à l'encre de noix de galle. Il mesure 238 × 179 mm. Dans la marge inférieure, au crayon : « Sueno / De Brujas ». Dans la marge inférieure gauche, au crayon : « 58 ».
Le troisième dessin préparatoire est intitulé : « Sueño 3. Sueño de Bruja principianta ». Le dessin préparatoire est à l'encre de noix de galle avec des traces de crayon noir. Il mesure 232 × 153 mm. Dans la marge supérieure, au crayon : « 6 ». Dans la marge supérieure, au crayon : « 3º ». Dans l'angle supérieur gauche, au crayon : « 4 ». Dans la marge inférieure, au crayon : « Sueño / de Bruja principianta ».

## Catalogue
- Numéro de catalogue G02158 de l'estampe au Musée du Prado.
- Numéro de catalogue G01944 du premier dessin préparatoire au Musée du Prado.
- Numéro de catalogue D04392(v) du second dessin préparatoire au Musée du Prado.
- Numéro de catalogue D04392(r) du troisième dessin préparatoire au Musée du Prado.
- Numéro de catalogue 51-1-10-69 de l'estampe au Musée Goya de Castres.